# Língua de sinais árabe levantino
A Língua de Sinais árabe levantino, também conhecida como língua de sinais sírio-palestiniana, é a língua de sinais de surdos da Jordânia, Palestina, Síria e Líbano. Embora existam diferenças significativas no vocabulário entre os quatro estados, isso não é muito maior do que as diferenças regionais nos estados, sua gramática é bastante uniforme e a inteligibilidade mútua é alta, indicando que são dialetos de uma única língua (Hendriks 2008).
A linguagem geralmente atende pelo nome do país, assim:
- Língua de sinais jordaniana: لغة الإشارة الأردنية Lughat il-Ishārah il-Urduniyyah (LIU)
- Língua de sinais libanesa: لغة الإشارات اللبنانية Lughat al-Ishārāt al-Lubnāniyyah (LIL)
- Língua de sinais palestiniana: لغة الاشارات الفلسطينية Lughat al-Ishārāt al-Filisṭīniyyah (LIF)
- Língua de sinais siria: لغة الإشارة السورية Lughat il-Ishārah il-Sūriyyah (LIS)